# Costa Rica-i földigalamb
A Costa Rica-i földigalamb (Zentrygon costaricensis) a madarak osztályának galambalakúak (Columbiformes) rendjéhez és a galambfélék (Columbidae) családjához tartozó  faj.

## Rendszerezése
A fajt George Newbold Lawrence amerikai ornitológus írta le 1868-ban. Sorolták a Geotrygon nembe  Geotrygon costaricensis néven is.

## Előfordulása
Costa Rica és Panama területén honos. Természetes élőhelyei a szubtrópusi vagy trópusi hegyi esőerdők. Állandó nem vonuló faj.

## Megjelenése
Testhossza 24–29 centiméter, testtömege 310–330 gramm.

## Életmódja
Gyümölcsökkel, magvakkal és rovarokkal táplálkozik.

## Természetvédelmi helyzete
Az elterjedési területe kicsi, egyedszáma viszont stabil. A Természetvédelmi Világszövetség Vörös listáján nem fenyegetett fajként szerepel.